# Chiesa di Santa Maria a Sammontana
La chiesa di Santa Maria si trova a Sammontana, nel comune di Montelupo Fiorentino.

## Storia
La chiesa non è citata in alcun documento storico risalente a prima della metà del XIII secolo. La chiesa sorge nei pressi dell'antico castello di Sammontana situato ala confluenza della via Maremmana con la via Pisana e di proprietà dei conti Alberti. Il nome del rettore di questa chiesa, Sinibaldo Bellosi, appare citato in data 2 agosto 1260. La chiesa, come edificio, viene citata per la prima volta come Canonica Sante Marie de Semontana negli elenchi delle decime tra il 1274 e il 1280 quando viene chiamata a pagare una decima di 8 lire annue. Il patronato a quel tempo apparteneva ai conti Alberti di Capraia e la contessa Beatrice di Capraia lasciò dei beni alla chiesa in occasione del suo testamento: a la calonicha da Samontana ke ssi spendano in utilità della kiesa libre iij.
A cavallo tra il XIII e il XIV secolo la chiesa ebbe rendite costanti e nei documenti sono rimasti i nomi di alcuni suoi rettori: il 3 aprile 1286 il priore Pietro risulta assente tra i partecipanti al Sinodo fiorentino; il 14 gennaio 1337 il rettore era Jacopo Gherardi; nel 1366 il priore risulta essere Bonaccorso Neri.
Nel XV secolo il patronato della chiesa passò alla famiglia Frescobaldi i quali iniziarono a far pressioni sul papa Pio II che il 14 gennaio 1460 emanò una bolla con la quale la prioria di Sammontana, ormai senza capitolo ma ricca economicamente, venne unita alla chiesa di San Lorenzo di Firenze. Nel 1575, in occasione di una visita apostolica, risulta che l'unione fosse ancora in atto.
Nel XVII secolo la chiesa fu trasformata secondo il gusto barocco del tempo. Nel 1630 venne innalzato l'altare dedicato al Santo Rosario e nello stesso periodo l'interno venne intonacato e il soffitto stuoiato; vennero, inoltre, abbassate le arcate delle navate e le navate laterali vennero voltate. Tra il 1755 e il 1782 vennero costruiti altri tre nuovi altari. Nel 1787, dopo la soppressione di tutti gli enti ecclesiastici voluta dal granduca Pietro Leopoldo, venne nuovamente eretta la prioria di Sammontana. Ai primi del XIX secolo venne costruito il campanile per il quale tra il 1821 e il 1829 vennero realizzate le tre campane. La facciata, che già allora mostrava le lesene, venne intonacata con una decorazione a bande orizzontali.
Nel 1939, sotto la direzione dell'ingegner Raffaello Niccoli, la chiesa venne pesantemente restaurata in stile neoromanico. Il progetto prevedeva: la demolizione di tutte le volte, la stonacatura dell'interno, lo smontaggio della facciata e del claristorio e una nuova ricomposizione della facciata, la ricostruzione dei pilastri degli archi e delle pareti sovrastanti con il materiale originale recuperato e la liberazione della chiesa sul fianco sinistro. Inoltre fu progettato un nuovo pavimento, il rialzamento della zona presbiteriale con la costruzione di un'abside semicircolare e infine il restauro degli affreschi tardo trecenteschi. Nonostante che tutto ciò cancellasse gran parte delle originali testimonianze romaniche della chiesa, tutto venne eseguito alla lettera e nel 1940 l'edificio venne riconsacrato..

## Descrizione
La chiesa consiste in una basilica a tre navate coperte a tetto. Tutto l'edificio è stato pesantemente rimaneggiato nel 1939.

### Esterno
La facciata a salienti presenta parti ricostruite in stile come il portale, la bifora, le lesene centrali e il coronamento a tettoia, la feritoia a croce e le arcatelle cieche laterali ma sono presenti anche parti romaniche originali come le lesene laterali meno marcate di quelle neoromaniche. Il paramento delle specchiature è stato realizzato mediante l'uso di ciottoli fluviali ed è originale. La fiancata settentrionale è l'unica visibile dall'esterno e mantiene gran parte del paramento murario originale pur in presenza di forti integrazioni. Sono qui visibili delle sottili lesene fatte con conci di arenaria mentre la muratura è fatta con ciottoli, frammenti di mattoni e bozze disposte a filaretto. Nella prima specchiatura di sinistra un tempo si apriva un portale con architrave monolitico e archivolto a tutto sesto ma oggi è tamponato.
La tribuna, ampliata in epoca gotica, è accanto alla base della torre campanaria.

### Interno
L'interno è diviso in tre navate di quattro campate con pilastri quadrati. Quasi tutto è frutto di ricostruzione. Rimangono originali gli attacchi delle archeggiature che permettono di capire la struttura originaria che avevano la arcate fatte con pietra arenaria accompagnate, oggi come allora, da una risega sul modello delle pievi fiorentine dell'XI secolo.
Il claristorio illumina l'interno grazie ad alcune piccole monofore strombate con archivolto in cotto. Altre aperture si trovano nelle pareti delle navate laterali, ma sono state realizzate in epoca recente quella della quarta campata di sinistra mentre a destra un'apertura è stata spostata dalla terza alla seconda campata.
Nel presbiterio, dominato da un'abside semicircolare frutto di ricostruzione e intonacata per distinguerla dal resto della chiesa, si trova una pietra scolpita a intreccio vimineo di epoca altomedievale mentre nella scarsella è visibile, nella cappella di destra, un affresco trecentesco raffigurante la Maestà , affresco realizzato nello stesso periodo in cui furono fatte le decorazione della navata sinistra.